# Крабтри, Уильям
Уильям Крабтри (англ. William Crabtree) (1610, Броутон, ныне в черте Большого Манчестера — 1644, Манчестер) — английский астроном и купец начала XVII века. Вошёл в историю астрономии как один из двух наблюдателей прохождения Венеры перед диском Солнца в 1639 г. Эти наблюдения производились впервые в современной астрономической практике.

## Биография и деятельность
Сведений о жизни Крабтри сохранилось мало, в Энциклопедическом словаре Брокгауза и Ефрона категорически заявляется, что о нём вообще ничего не известно (включая даты жизни).
Родился в деревне Броутон на берегу реки Фёрвелл, образование получил в грамматической школе при Манчестерском кафедральном соборе. Выгодно женился на дочери манчестерского купца и преуспел в делах, но более всего в жизни его влекла астрономия. Преимущественно наблюдал движения планет и существенно уточнил Рудольфовы таблицы И. Кеплера.
Крабтри состоял с 1636 г. в переписке с астрономом Джереми Хорроксом. Они были первыми последователями Кеплера в Англии, и поставили своей задачей уточнение размеров Солнечной системы. Хоррокс вычислил, что 24 ноября 1639 г. произойдёт прохождение Венеры через солнечный диск (по юлианскому календарю, принятому тогда в Англии). Он также рассчитал таблицы прохождения Венеры вплоть до 2004 г.
Свои наблюдения Крабтри и Хоррокс производили порознь у себя дома. Расчёты Крабтри оказались существенно важными для уточнения расстояния от Земли и Венеры до Солнца. Лично они никогда не общались: Хоррокс скоропостижно скончался 3 января 1641 г., за день до запланированной встречи с Уильямом Крабтри.
Завещание У. Крабтри датировано 19 июля 1644 г. Похоронен он был 1 августа 1644 г. близ Манчестерского кафедрального собора, где некогда получал образование.
Деятельность Крабтри и Хоррокса была высоко оценена ещё современниками, отлично осознававшими, что их усилиями была заложена основа научной астрономии в Англии. Джон Флемстид однажды заявил, что они подвели фундамент под его положение королевского астронома.

## Увековечивание памяти

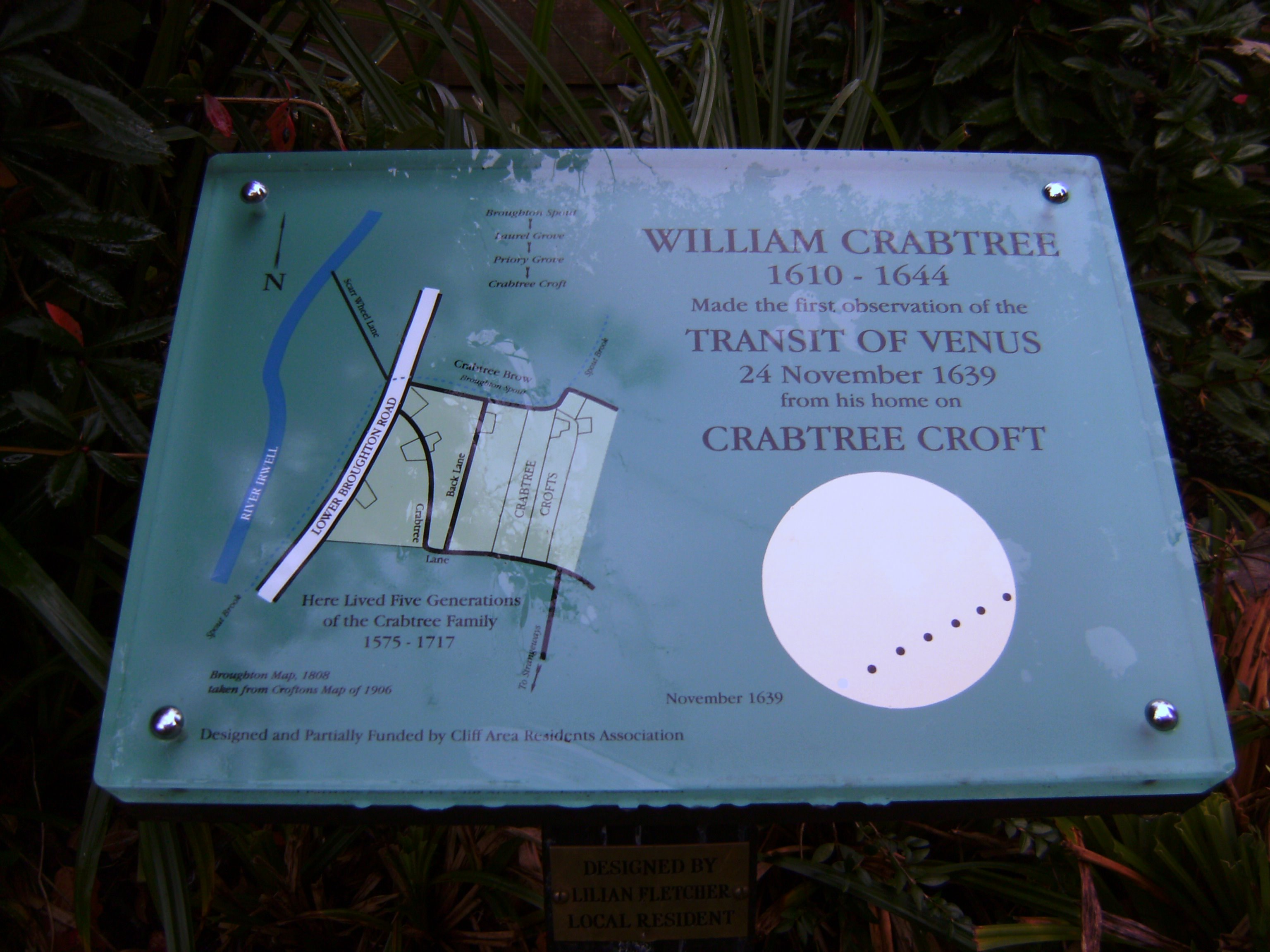
Мемориальная доска в честь наблюдений Крабтри

- В 1903 г. идеализированное изображение Крабтри украсило Манчестерскую ратушу.
- На следующий день после прохождения Венеры 8 июня 2004 г. была установлена мемориальная доска в месте, где некогда располагался Броутон.
- В декабре 2005 г. мемориальная доска была установлена на предполагаемом доме Крабтри Ivy Cottage 388-90 Lower Broughton Road.